# تچارویک
تچارویک (به چکی: Těchařovice) یک ناحیه در جمهوری چک است که در شهرستان پرژیبرام واقع شده‌است.